# 前寨遗址
前寨遗址，位于山东省潍坊市诸城市枳沟镇前寨村，是中华人民共和国山东省文物保护单位之一。
2006年12月7日，授予山东省文物保护单位，是一座古遗址。
- 玉筒形器，大汶口文化，诸城前寨出土